# Edeberto Galindo Martínez
Edeberto Galindo Martínez (Pilares de Nacozari, Sonora, 30 de agosto de 1923 - Ciudad Juárez, Chihuahua, 29 de junio de 2011). Fue un político mexicano, miembro del Partido Acción Nacional, que fue diputado federal.

## Biografía
Edeberto Galindo realizó estudios comerciales en Ciudad Juárez, durante gran parte de su carrera profesional se desempeñó como inspector en la Secretaría de Industria y Comercio, miembro del PAN desde 1950 considerado como uno de sus fundadores y dirigente histórico del mismo, fue en cinco ocasiones candidato a diputado federal, en 1976, 1979, 1982, 1985 y 1994, en 1985 resultó elegido en representación del VIII Distrito Electoral Federal de Chihuahua a la LIII Legislatura que concluyó en 1988, hacia 1989 fue elegido diputado local plurinominal para la LVI Legislatura periodo que concluiría en 1992 y en 1993 fue presidente del comité municipal del PAN en Ciudad Juárez.
Su hijo, Ramón Galindo Noriega, fue alcalde de Ciudad Juárez de 1995 a 1998, candidato del PAN a gobernador de Chihuahua en 1998 y senador por el mismo estado de 2006 a 2012. Edeberto Galindo murió en Ciudad Juárez el 29 de junio de 2011.